# Saison 2013-2014 de snooker
Navigation
2012-2013 2014-2015
La saison 2013-2014 de snooker est la 46e saison de snooker. Elle regroupe 38 tournois organisés par la WPBSA entre le 6 juin 2013 et le 5 mai 2014.

## Nouveautés
De nombreux changements sont effectués dans les tournois majeurs tout au long de la saison. Dans un souci d'équité sportive, les 128 joueurs sélectionnés dans le circuit principal disputent tous le premier tour de chaque tournoi comptant pour le classement mondial, ce qui signifie que les joueurs du top 16 mondial doivent disputer deux tours de plus. Les exceptions notables à ce changement sont l'Open d'Australie, le Masters de Shanghai et le championnat du monde, où le top 16 sera exempté de qualifications. Au championnat du Royaume-Uni et à l'Open du pays de Galles, les matchs du premier tour comprenant 128 joueurs sont disputés sur place. Pour les autres tournois, seuls les derniers tours sont disputés à la destination finale.
Le circuit dispose d'une dotation globale de plus de 8 millions de livres sterling.

## Joueurs
128 joueurs professionnels sont qualifiés pour cette saison suivant la composition suivante :
- Les 99 joueurs de la saison 2012-2013
- Les 8 premiers joueurs amateurs européens du championnat du circuit des joueurs 2012-2013
- Les 4 premiers joueurs amateurs asiatiques du championnat du circuit des joueurs 2012-2013
- Les 3 vainqueurs des épreuves qualificatives de l'European Billiards and Snooker Association (association européenne de billard et de snooker)
- 12 qualifiés via la Q School

D'autres places sont disponibles pour chaque tournoi, réservées à la discrétion des organisateurs et de la WPBSA, notamment par le biais d'invitations.

### Qualifiés
Les 36 joueurs amateurs obtiennent une qualification pour la saison 2013/14 et 2014/15.
| Joueurs européens qualifiés par le championnat du circuit des joueurs 2012-2013 1. Joe Swail 2. Andrew Pagett 3. Gary Wilson 4. Andrew Norman 5. John Astley 6. Allan Taylor 7. Kyren Wilson 8. Chris Norbury Joueurs asiatiques qualifiés par le championnat du circuit des joueurs 2012-2013, 1. Li Hang 2. Jin Long 3. Shi Hanqing 4. Mei Xiwen | Qualification par la Q School, 1. Elliot Slessor 2. Alex Davies 3. Lee Page 4. Hammad Miah 5. Ahmed Saif 6. Ross Muir 7. Ryan Clark 8. Alexander Ursenbacher 9. David Morris 10. Lee Spick 11. Chris Wakelin 12. Fraser Patrick | Qualification par l'association européenne de billard et de snooker 1. Patrick Einsle 2. Jak Jones 3. Stuart Carrington Nominations des associations nationales ou continentales 1. Igor Figueiredo (Amérique) 2. Vinnie Calabrese (Océanie) 3. Ratchayothin Yotharuck (Asie) Championnats internationaux 1. Muhammad Asif (Champion du monde amateur) 2. Lu Haotian (Champion du monde amateur U21) 3. Robin Hull (Champion d'Europe amateur) 4. James Cahill (Champion d'Europe amateur U21) 5. Mohammad Saleh (Champion d'Asie amateur) 6. Noppon Saengkham (Champion d'Asie amateur U21) |

## Calendrier
| C = Tournoi classé (professionnel)              |
| M = Tournoi classé mineur (professionnel)       |
| NC = Tournoi non classé (professionnel)         |
| A = Tournoi alternatif (professionnel)          |
| TE = Tournoi par équipes (professionnel)        |
| P/A = Tournoi pro-am (professionnel et amateur) |
| TS = Tournoi seniors (professionnel)            |

| Dates (mois-jour) | Dates (mois-jour) | Tournoi                                             | Lieu         | Site                                           | Cat. | Vainqueur         | Finaliste                        | Score | Référence |
| 06-06             | 06-09             | Open de Bulgarie                                    | Sofia        | Universiada Hall                               | M    | John Higgins      | Neil Robertson                   | 4-1   | [ 8 ]     |
| 06-11             | 06-15             | Open de Yixing                                      | Yixing       | Yixing Sports Centre                           | M    | Joe Perry         | Mark Selby                       | 4-1   | [ 9 ]     |
| 06-17             | 06-23             | Classique de Wuxi                                   | Wuxi         | Wuxi City Sports Park Stadium                  | C    | Neil Robertson    | John Higgins                     | 10-7  | [ 10 ]    |
| 06-26             | 06-30             | Pink Ribbon                                         | Gloucester   | The Capital Venue                              | P/A  | Joe Perry         | Barry Hawkins                    | 4-3   | ,         |
| 06-29             | 07-01             | Jeux asiatiques en salle (à six billes rouges)      | Incheon      | Songdo Convensia                               | A    | Xiao Guodong      | Amir Sarkhosh                    | 5-4   | ,         |
| 07-01             | 07-02             | Jeux asiatiques en salle (par équipes)              | Incheon      | Songdo Convensia                               | TE   | Chine             | Athlètes olympiques indépendants | 3–2   | ,         |
| 07-03             | 07-06             | Jeux asiatiques en salle (individuel)               | Incheon      | Songdo Convensia                               | P/A  | Cao Yupeng        | Ding Junhui                      | 4–2   | ,         |
| 06-26             | 06-30             | Open de Vienne                                      | Vienne       | Brut Theatre                                   | P/A  | Mark King         | Craig Steadman (en)              | 5-0   | [ 20 ]    |
| 07-08             | 07-14             | Open d'Australie                                    | Bendigo      | Bendigo Stadium                                | C    | Marco Fu          | Neil Robertson                   | 9-6   | [ 21 ]    |
| 07-18             | 07-21             | Open de Rotterdam                                   | Rotterdam    | Topsport Centrum                               | M    | Mark Williams     | Mark Selby                       | 4-3   | [ 22 ]    |
| 07-25             | 08-04             | Jeux mondiaux                                       | Cali         | Unidad Deportiva Alberto Galindo               | P/A  | Aditya Mehta      | Liang Wenbo                      | 3-0   | ,         |
| 08-15             | 08-18             | Open Bluebell Wood                                  | Doncaster    | Doncaster Dome                                 | M    | Ricky Walden      | Marco Fu                         | 4-3   | [ 25 ]    |
| 08-22             | 08-25             | Classique Paul Hunter                               | Fürth        | Stadthalle                                     | M    | Ronnie O'Sullivan | Gerard Greene                    | 4-0   | [ 26 ]    |
| 09-02             | 09-07             | Championnat du monde à six billes rouges            | Bangkok      | Montien Riverside Hotel                        | A    | Mark Davis        | Neil Robertson                   | 8-4   | [ 27 ]    |
| 09-09             | 09-13             | Coupe générale                                      | Hong Kong    | General Snooker Club                           | NC   | Mark Davis        | Neil Robertson                   | 7-2   | [ 28 ]    |
| 09-16             | 09-22             | Masters de Shanghai                                 | Shanghai     | Shanghai Grand Stage                           | C    | Ding Junhui       | Xiao Guodong                     | 10-6  | [ 29 ]    |
| 09-23             | 09-27             | Open de Zhangjiagang                                | Zhangjiagang | Zhangjiagang Sports Center                     | M    | Ju Reti (en)      | Michael Holt                     | 4-1   | [ 30 ]    |
| 10-03             | 10-06             | Open de la Ruhr                                     | Mülheim      | RWE-Sporthalle                                 | M    | Mark Allen        | Ding Junhui                      | 4-1   | [ 31 ]    |
| 10-14             | 10-18             | Open d'Inde                                         | New Delhi    | Le Meridien Hotel                              | C    | Ding Junhui       | Aditya Mehta                     | 5-0   | [ 32 ]    |
| 10-19             | 10-20             | Championnat du monde seniors                        | Portsmouth   | Mountbatten Centre                             | TS   | Steve Davis       | Nigel Bond                       | 2-1   | [ 33 ]    |
| 10-20             | 10-24             | Open de Zhengzhou                                   | Zhengzhou    | Guanhua Grand Hotel                            | M    | Liang Wenbo       | Lyu Haotian                      | 4-0   | [ 34 ]    |
| 10-27             | 11-03             | Championnat international                           | Chengdu      | Chengdu Eastern Music Park                     | C    | Ding Junhui       | Marco Fu                         | 10-9  | [ 35 ]    |
| 11-07             | 11-10             | Coupe Kay Suzanne                                   | Gloucester   | The Capital Venue                              | M    | Mark Allen        | Judd Trump                       | 4-1   | [ 36 ]    |
| 11-14             | 11-17             | Open d'Anvers                                       | Anvers       | Lotto Arena                                    | M    | Mark Selby        | Ronnie O'Sullivan                | 4-3   | [ 37 ]    |
| 11-19             | 11-24             | Champion des champions                              | Coventry     | Ricoh Arena                                    | NC   | Ronnie O'Sullivan | Stuart Bingham                   | 10-8  | [ 38 ]    |
| 11-27             | 12-08             | Championnat du Royaume-Uni                          | York         | Barbican Centre                                | C    | Neil Robertson    | Mark Selby                       | 10-7  | [ 39 ]    |
| 01-02             | 01-05             | Open des trois rois                                 | Rankweil     | Patricks Candian Taverne                       | P/A  | Luca Brecel       | Tony Drago                       | 5-4   |           |
| 01-12             | 01-19             | Masters                                             | Londres      | Alexandra Palace                               | NC   | Ronnie O'Sullivan | Mark Selby                       | 10-4  | [ 40 ]    |
| 01-24             | 01-26             | Snooker Shoot-Out                                   | Blackpool    | Circus Arena                                   | A    | Dominic Dale      | Stuart Bingham                   | 1-0   | [ 41 ]    |
| 01-29             | 02-02             | Masters d'Allemagne                                 | Berlin       | Tempodrom                                      | C    | Ding Junhui       | Judd Trump                       | 9-5   | [ 42 ]    |
| 02-05             | 02-09             | Open de Gdynia                                      | Gdynia       | Gdynia Sports Arena                            | M    | Shaun Murphy      | Fergal O'Brien                   | 4-1   | [ 43 ]    |
| 02-19             | 03-02             | Open du pays de Galles                              | Newport      | Newport Centre                                 | C    | Ronnie O'Sullivan | Ding Junhui                      | 9-3   | [ 44 ]    |
| 01-06             | 03-07             | Championnat de la ligue                             | Stock        | Crondon Park Golf Club                         | NC   | Judd Trump        | Martin Gould                     | 3-1   | [ 45 ]    |
| 03-04             | 03-08             | Open de Dongguan                                    | Dongguan     | Dongguan Dongcheng Sports Garden               | M    | Stuart Bingham    | Liang Wenbo                      | 4-1   | [ 46 ]    |
| 03-10             | 03-16             | Open mondial                                        | Haikou       | Hainan International Exhibition Center         | C    | Shaun Murphy      | Mark Selby                       | 10-6  | [ 47 ]    |
| 03-25             | 03-29             | Championnat du circuit des joueurs (épreuve finale) | Preston      | Guild Hall                                     | C    | Barry Hawkins     | Gerard Greene                    | 4-0   | [ 48 ]    |
| 03-31             | 04-06             | Open de Chine                                       | Pékin        | Gymnase des étudiants de l'université de Pékin | C    | Ding Junhui       | Neil Robertson                   | 10-5  | [ 49 ]    |
| 04-19             | 05-05             | Championnat du monde                                | Sheffield    | Crucible Theatre                               | C    | Mark Selby        | Ronnie O'Sullivan                | 18-14 | [ 50 ]    |

## Attribution des points
Points attribués lors des épreuves comptant pour le classement mondial :
| Tournoi                            | Joueurs (nombre / statut)   | 128 | 96   | 64   | 48   | 32   | 16   | Quart de finalistes | Demi-finalistes | Finaliste | Vainqueur |
| Classique de Wuxi                  |                             | 560 | –    | 1260 | –    | 1960 | 2660 | 3500                | 4480            | 5600      | 7000      |
| Open d'Australie                   | Non tête de série           | 400 | 650  | 900  | 1150 | 1400 | 1900 | 2500                | 3200            | 4000      | 5000      |
| Open d'Australie                   | Tête de série               | 200 | 325  | –    | 575  | 700  | 1900 | 2500                | 3200            | 4000      | 5000      |
| Masters de Shanghai                | Non tête de série           | 560 | 910  | 1260 | 1610 | 1960 | 2660 | 3500                | 4480            | 5600      | 7000      |
| Masters de Shanghai                | Tête de série               | 280 | 455  | –    | 805  | 980  | 2660 | 3500                | 4480            | 5600      | 7000      |
| Open d'Inde                        |                             | 400 | –    | 900  | –    | 1400 | 1900 | 2500                | 3200            | 4000      | 5000      |
| Championnat international          |                             | 640 | –    | 1440 | –    | 2240 | 3040 | 4000                | 5120            | 6400      | 8000      |
| Championnat du Royaume-Uni         |                             | 640 | –    | 1440 | –    | 2240 | 3040 | 4000                | 5120            | 6400      | 8000      |
| Masters d'Allemagne                |                             | 400 | –    | 900  | –    | 1400 | 1900 | 2500                | 3200            | 4000      | 5000      |
| Open du pays de Galles             |                             | 400 | –    | 900  | –    | 1400 | 1900 | 2500                | 3200            | 4000      | 5000      |
| Open mondial                       |                             | 560 | –    | 1260 | –    | 1960 | 2660 | 3500                | 4480            | 5600      | 7000      |
| Championnat du circuit des joueurs | Épreuve autre que la finale | –   | –    | 360  | –    | 560  | 760  | 1000                | 1280            | 1600      | 2000      |
| Championnat du circuit des joueurs | Épreuve finale              | –   | –    | –    | –    | 840  | 1140 | 1500                | 1920            | 2400      | 3000      |
| Open de Chine                      |                             | 560 | –    | 1260 | –    | 1960 | 2660 | 3500                | 4480            | 5600      | 7000      |
| Championnat du monde               | Non tête de série           | 800 | 1300 | 1800 | 2300 | 2800 | 3800 | 5000                | 6400            | 8000      | 10000     |
| Championnat du monde               | Tête de série               | 400 | 650  | –    | 1150 | 1400 | –    | –                   | –               | –         | –         |

## Classement mondialen début et fin de saison

### Après lechampionnat du monde 2013
| Rang | Évol.         | Joueur          | Points |
| 1    | en stagnation | Mark Selby      | 79 740 |
| 2    | 5             | Neil Robertson  | 79 460 |
| 3    | 1             | Judd Trump      | 76 720 |
| 4    | 2             | Shaun Murphy    | 68 220 |
| 5    | 1             | Stephen Maguire | 66 940 |
| 6    | 10            | Stuart Bingham  | 62 940 |
| 7    | 5             | Mark Allen      | 62 460 |
| 8    | 7             | Ricky Walden    | 59 765 |
| 9    | 13            | Barry Hawkins   | 58 880 |
| 10   | 1             | Ding Junhui     | 57 900 |
| 11   | 6             | John Higgins    | 56 355 |
| 12   | 1             | Graeme Dott     | 54 900 |
| 13   | 6             | Mark Davis      | 54 280 |
| 14   | 4             | Matthew Stevens | 53 660 |
| 15   | 12            | Mark Williams   | 53 260 |
| 16   | 1             | Ali Carter      | 52 895 |

### Après lechampionnat du monde 2014
| Rang | Évol.         | Joueur         | Points |
| 1    | en stagnation | Mark Selby     | 93 920 |
| 2    | en stagnation | Neil Robertson | 92 300 |
| 3    | 7             | Ding Junhui    | 86 180 |
| 4    | 5             | Barry Hawkins  | 75 400 |
| 5    | 1             | Shaun Murphy   | 74 540 |
| 6    | 11            | Marco Fu       | 71 905 |
| 7    | 4             | Judd Trump     | 71 300 |
| 8    | 2             | Stuart Bingham | 70 920 |
| 9    | 1             | Ricky Walden   | 63 840 |
| 10   | 3             | Mark Allen     | 61 900 |
| 11   | en stagnation | John Higgins   | 60 995 |
| 12   | 1             | Mark Davis     | 58 410 |
| 13   | 7             | Joe Perry      | 57 180 |
| 14   | 2             | Ali Carter     | 56 395 |
| 15   | 3             | Graeme Dott    | 56 070 |
| 16   | 2             | Robert Milkins | 55 945 |